# São Miguel (Vila Franca do Campo)
São Miguel is een plaats (freguesia) in de Portugese gemeente Vila Franca do Campo en telt 4047 inwoners (2001).